# Леонтьев, Владимир Николаевич (генерал-майор)
Владимир Николаевич Леонтьев (1830—1877) — генерал-майор Русской императорской армии.

## Биография
Владимир Леонтьев родился в 1830 году, происходил из дворян Тамбовской губернии; младший брат начальника Николаевской академии Генерального штаба генерал-лейтенанта А. Н. Леонтьева. 
Окончил Пажеский корпус и 13 июня 1848 года произведён из камер-пажей в прапорщики в лейб-гвардии Драгунский полк. 15 марта 1864 года произведён в полковники и через год переведён в 13-й драгунский Военного Ордена полк, а весной 1867 года назначен командиром резервного эскадрона 14-го драгунского Малороссийского полка.
В 1873 году полковник Леонтьев назначен командиром 9-го уланского Бугского полка. 27 июля 1875 года произведён в генерал-майоры и назначен командиром 1-й бригады 4-й кавалерийской дивизии, которой командовал до своей смерти.
За время службы награждён орденами Святой Анны 3-й степени (1857), Святого Станислава 2-й степени (1863), Святой Анны 2-й степени (1869) с императорской короной (1872) и Святого Владимира 4-й степени (1875).
Леонтьев умер в полном смысле слова сознательною жертвой долга: приказ о мобилизации полка застал его накануне того дня, когда ему должна была быть сделана серьезная операция; он, несмотря на уговоры друзей, отложил её, отправился на театр войны и большую часть июля и августа провел под Плевной, совершенно больной, но нимало не заботясь о своем здоровье и по суткам оставаясь в поле. Ещё 2 сентября участвовал в стычке с турецким отрядом, но в этот же день слег и более уже не вставал. 
Владимир Николаевич Леонтьев умер 4 октября 1877 года в Яссах; через полгода умер и его старший брат.